# Bitva o Kreminnu
Bitva o Kreminnu byla vojenské střetnutí Ukrajiny a Ruska během ruské invaze na Ukrajinu v rámci bitvy o Donbas. Bojovalo se o strategické město Kreminna s 18000 obyvateli 18. – 19. dubna 2022. 

## Bitva
Dne 18. dubna guvernér Luhanské oblasti Serhij Haidai oznámil, že ve městě probíhají pouliční boje a evakuace civilistů není možná. Ruské síly obklíčily město a zaútočily ze všech stran. Boje probíhaly přes noc, kdy v ulicích střílelo těžké dělostřelectvo. Rusové 19. dubna dobyli radnici a zbývající ukrajinští vojáci se stáhli, čímž nechali město plně pod kontrolu ruským okupantům. Guvernér prohlásil, že během bitvy zahynulo 200 civilistů. Kreminna byla prvním městem dobytým Rusy během donbaské ofenzívy. 